# 흥화문
흥화문(興化門)은  조선시대 광해군 10년(1618년)에 세운 경덕궁(현재 경희궁)의 정문이다. 1910년 일제가 경성중학교를 세우기 위해 경희궁의 전각들을 헐고, 몇몇 건물들을 매각하고 이건하면서 흥화문도 1915년 남쪽 담장으로 옮겨졌다가 1932년 장충동 박문사로 옮겨져 정문으로 사용되었다. 그 후 박문사에 영빈관이 들어서고 신라호텔이 서면서 호텔 정문으로 사용되다가 1988년 경희궁의 현재 위치로 옮겨졌다.
경희궁의 정문이었던 흥화문은 원래 궁궐의 동남쪽 모퉁이, 지금의 구세군회관 빌딩 자리에 동향하여 서 있다가 1915년 도로공사로 남쪽으로 이전되었으나, 현재 복원된 흥화문은 원래의 위치와 향이 다르게 남향으로 되었다. 원래 경희궁에는 동문인 흥화문 외에 흥화문 왼쪽에 흥원문(興元門), 오른쪽에 개양문(開陽門), 서쪽에 숭의문(崇義門), 북쪽에 무덕문(武德門)이 있었다.

## 특징
흥화문은 정면 3칸, 측면 2칸의 다포계 겹처마 우진각지붕이다. 흥화문은 건립 당시에는 다른 궁궐의 정문과 같이 중층으로 세울 것을 고려하기도 하였으나 인경궁(仁慶宮)의 정문이 층문(層門)이어서 단층으로 하였다고 한다. 그 이유는 경덕궁이 피우처(避寓處)였기 때문이다.
흥화문의 초석과 기둥은 원형이며, 가운데 기둥 열 3칸에는 문짝을 달았다. 문틀 위에는 홍살을 달았고, 기둥 위에는 창방과 평방을 두었다. 천장은 가운데 칸은 연등천장, 좌우 협간은 우물천정으로 되어 있다. 지붕마루에는 취두·용두·잡상 등이 장식되어 있다.

## 같이 보기
- 경희궁
- 숭정전
- 광화문
- 돈화문
- 홍화문
- 대한문

## 참고자료
- 흥화문 - 국가유산청 국가유산포털

 본 문서에는 서울특별시에서 지식공유 프로젝트를 통해 퍼블릭 도메인으로 공개한 저작물을 기초로 작성된 내용이 포함되어 있습니다.